# Arquedam d'Etòlia
Arquedam d'Etòlia (en grec antic: Ἀρχέδαμος Arkhedāmos; en llatí: Archedamus, per bé que Titus Livi l'anomena Archidamus) va ser un comandant militar de les tropes etòlies que va ajudar els romans en la guerra contra Filip V de Macedònia.
L'any 199 aC va obligar Filip a aixecar el setge de Taumàcia, i va participar en la batalla de Cinoscèfales l'any 197 aC, on Filip va ser derrotat. En la guerra entre Roma i la Lliga Etòlia el van enviar com a ambaixador als aqueus per demanar ajut (192 aC). Després de la derrota d'Antíoc III el Gran (191 aC) va ser enviat com ambaixador al cònsol Mani Acili Glabrió per demanar la pau. El 169 aC va ser denunciat com a contrari als romans pel seu enemic Lisisc, i es va unir a Perseu de Macedònia, fins a la seva derrota el 168 aC. Va acompanyar al rei en la seva fugida.